# Walter Merzdorf
Walter Merzdorf (* 4. April 1896 in Merseburg; † 19. Februar 1975 in Grötzingen (heute zu Karlsruhe)) war ein deutscher Musikinstrumentenbauer.

## Leben und Werk
Walter Merzdorf wurde durch die Jugendbewegung um Fritz Jöde zum Musikinstrumentenbau angeregt. Er fertigte ab 1920 in Markneukirchen mit Karl Gofferje (1893–1966) Blockflöten und Gitarren. Durch Studien im Berliner Musikinstrumentenmuseum und angeregt durch Curt Sachs (1881–1959) und A. Kreutz spezialisierte Walter Merzdorf sich auf den Neubau von verschiedenen Kielinstrumenten und Clavichorden. Nach dem Zweiten Weltkrieg errichtete er 1948 eine neue Musikinstrumentenbauwerkstatt in Grötzingen bei Karlsruhe. Aus ihr gingen zahlreiche Modelle und Instrumentennachbildungen hervor, darunter Clavicithereia und große Clavichorde.
Die Werkstatt wurde 1969 nach Remchingen bei Pforzheim verlegt. 1970 übernahm Sohn Eckerhart Merz (* 1938 in Markneukirchen) das Unternehmen. Neben Cembali, Spinetten und Clavichorden wurden seit 1969 auch Hammerflügel der Mozart-Zeit nachgebaut.